# Martha Carey Thomas
Martha Carey Thomas (Baltimore, Maryland, 2 de enero de 1857 - Filadelfia, Pensilvania, 2 de diciembre de 1935) fue una educadora estadounidense, sufragista, y la segunda rectora del Bryn Mawr College.

## Biografía
Carey Thomas, como prefería llamarse, era hija de una familia adinerada. Su familia incluía a prominentes cuáqueros, como sus tíos Robert Pearsall Smith y Hannah Whitall Smith, y sus primos Alys Pearsall Smith (primera esposa de Bertrand Russell) y Mary Smith Berenson Costelloe (que se casó con Bernard Berenson).
Thomas creció influenciada por los sólidos principios feministas de su madre y de su tía materna Hannah Whitall Smith. Su padre, médico, no era del todo feliz con las ideas feministas, pero su hija era ferozmente independiente y la apoyó en todas sus iniciativas. A pesar de las enseñanzas cuáqueras ortodoxas en las que fue educada, Thomas, cuestionó esas creencias y desarrolló un amor por la música y el teatro, ambos prohibidos a los cuáqueros ortodoxos. Este cuestionamiento religioso llevó a fricciones con su madre. 
Thomas se graduó de la Universidad de Cornell en 1877. Hizo el posgrado en Johns Hopkins University, pero se retiró porque no se le permitió asistir a clases. Hizo más trabajo de posgrado en la Universidad de Leipzig, pero en aquel entonces no se concedían títulos a las mujeres. A continuación, se dirigió a la Universidad de Zúrich y obtuvo un doctorado en Lingüística, summa cum laude, en 1882 por su disertación filológica análisis de Sir Gawain y el Caballero Verde. Fue la primera mujer en recibir este tipo de doctorado en una universidad europea. A continuación, pasó algún tiempo en París, donde asistió a conferencias de Gaston Paris en la Sorbona y, a continuación, volvió a casa en los Estados Unidos. 
En 1884, Thomas se convirtió en decana y rectora en el nuevo Bryn Mawr College, institución de enseñanza para mujeres. Thomas fue la primera mujer decana en Estados Unidos. 
En 1885 Thomas, junto con Mary Elizabeth Garrett, Mamie Gwinn, Elizabeth King, y Julia Rogers, fundó la Bryn Mawr School en Baltimore Maryland, en la que se exigía un alto nivel a las candidatas a entrar. 
En 1894, el primer rector de la universidad, James Rhoads, se jubiló, y Thomas fue elegida para sucederle. Fue presidenta hasta 1922 y se mantuvo como decana hasta 1908. 
En 1908, se convirtió en la primera presidenta de la National College Women's Equal Suffrage League. También fue un miembro destacado de la National American Woman Suffrage Association. Después de 1920 abogó por las políticas de la National Woman's Party. Fue una de las primeras promotoras de una enmienda por la igualdad de derechos a la Constitución de los Estados Unidos de América. 
Thomas vivió durante años una relación lesbiana con Mamie Gwinn. Tras el abandono de Gwinn, para contraer matrimonio, en 1904, Thomas comenzó otra relación con Mary Garrett; compartiendo vivienda en el campus hasta la muerte de Garrett. Garrett, que había sido una sufragista destacada y benefactora de Bryn Mawr, dejó a Thomas una suma de 15.000.000 de dólares para ser empleados como ella considerase oportuno.
Thomas murió en Filadelfia, Pensilvania. Fue incinerada y sus cenizas esparcidas en el campus del Bryn Mawr College, en el claustro de la Biblioteca Thomas.